# Acherontia fuscapex
Acherontia fuscapex är en fjärilsart som beskrevs av Felix Bryk 1944. Acherontia fuscapex ingår i släktet Acherontia och familjen svärmare. Inga underarter finns listade i Catalogue of Life.